# Michael Powell
Michael Latham Powell (ur. 30 września 1905 w Bekesbourne, zm. 19 lutego 1990 w Avening) – angielski reżyser, scenarzysta i producent filmowy, znany z wyreżyserowania takich produkcji jak Czerwone trzewiki (1948) i Podglądacz (1960).

## Wybrana filmografia
- 1939: Szpieg w czerni (The Spy in Black)
- 1940: Złodziej z Bagdadu (The Thief of Bagdad)
- 1941: 49th Parallel
- 1943: Życie i śmierć pułkownika Blimpa (The Life and Death of Colonel Blimp)
- 1945: Wiem, dokąd zmierzam (I Know Where I'm Going!)
- 1946: Sprawa życia i śmierci (A Matter of Life and Death)
- 1947: Czarny narcyz (Black Narcissus)
- 1948: Czerwone trzewiki (The Red Shoes)
- 1951: Opowieści Hoffmanna (The Tales of Hoffmann)
- 1956: Bitwa o ujście rzeki (The Battle of the River Plate)
- 1960: Podglądacz (Peeping Tom)